# Långgrundet, Kyrkslätt
Långgrundet, finska: Pitkäluoto, är en ö i Finland. Den ligger i Finska viken och i kommunen Kyrkslätt i landskapet Nyland, i den södra delen av landet. Ön ligger omkring 40 kilometer sydväst om Helsingfors.
Öns area är 0,4 hektar och dess största längd är 150 meter i nord-sydlig riktning. Närmaste större samhälle är Kyrkslätt, 16,6 km norr om Långgrundet.